# 魯斯蘭·格拉耶夫
鲁斯兰（哈姆扎特）·格尔曼诺维奇·格拉耶夫（1964年4月16日—2004年2月28日）是一名车臣分裂主义分子，原教旨主義者。格拉耶夫曾经在苏军中服役，退役后从事了几年党政工作。在苏联解体后加入了车臣分裂武装。在1992-1993年间他参与了阿布哈兹冲突，担任伊奇克里亚车臣共和国国防部长、总理等职务。
2004年2月28日，格拉耶夫在达吉斯坦被两名巡逻的俄军士兵穆赫塔尔·苏莱曼诺夫和阿卜杜勒-哈利克·库巴诺夫打成重伤（在检查证件时，格拉耶夫首先向他们开枪，随后他被其中一位士兵反击打断右手，两名士兵也因为先中了格拉耶夫的枪弹牺牲。），在杀死两名俄军士兵之后，他割下自己的右手，在雪地上爬行了50多米。随后因为失血过多丧生。
其有一子鲁斯塔姆，2012年在叙利亚参加反对叙政府的内战时被叙政府军炸死。